# 바레인 축구 국가대표팀
바레인 축구 국가대표팀(아랍어: منتخب الْبَحرَيْن لِكُرَّةُ الْقَدَم)은 바레인을 대표하는 축구 국가대표팀으로 바레인 축구 협회에서 관리하고 있다. 1966년 4월 2일 쿠웨이트와의 1966년 아랍 네이션스컵 A조 조별리그 1차전에서 국제 A매치 데뷔전을 치렀고 이 경기에서 4-4로 무승부를 거두었으며 홈 구장으로는 바레인 국립경기장을 사용하고 있다.

## 국제 대회 경력

### FIFA 월드컵
2006년과 2010년 지역 예선에서 2회 연속 대륙간 플레이오프에 진출하면서 바레인 축구 역사상 월드컵 예선 역대 최고 성적을 거두었지만 2006년 대륙간 플레이오프에서는 트리니다드 토바고, 2010년 대륙간 플레이오프에서는 뉴질랜드에 밀려 2대회 연속 예선 탈락의 고배를 마셨다.

### AFC 아시안컵
AFC 아시안컵 본선에는 8번 출전했고 특히 2004년 대회 이후 7회 연속 아시안컵 본선에 올라 이 가운데 2004년 대회에서 4위를 기록했는데 이는 바레인의 월드컵과 아시안컵을 통틀어 메이저 대회에서의 역대 최고 성적이다.

### 아시안 게임
성인대표팀 시절에는 4번 출전했지만 모두 조별리그에서 탈락했고 U-23 대표팀으로는 4번 참가하여 2002년 대회에서 8강에 이름을 올리며 바레인 축구 역사상 아시안 게임 최고 성적을 거두었고 2018년 대회에서는 16강에 올랐다.

### FIFA 아랍컵
FIFA 아랍컵에는 6번 출전하여 이 가운데 1985년과 2002년 대회에서 준우승을 차지했고 나머지 4번의 대회에서는 모두 조별리그 탈락의 고배를 마셨다.

## 기타 국제 대회 경력
걸프컵에는 24번 출전하여 이전 4번의 대회(1970년, 1982년, 1992년, 2003년)에서는 준우승에 머물렀으나 2019년 대회에서 우승컵을 들어올렸고 팬아랍 게임 축구에는 2번 출전하여 2011년 대회에서 금메달을 획득했으며 서아시아 축구 선수권 대회에는 4번 출전하여 2019년 대회에서 우승을 차지했다.

## FIFA 월드컵
| FIFA 월드컵 본선 기록 | FIFA 월드컵 본선 기록 | FIFA 월드컵 본선 기록 | FIFA 월드컵 본선 기록 | FIFA 월드컵 본선 기록 | FIFA 월드컵 본선 기록 | FIFA 월드컵 본선 기록 | FIFA 월드컵 본선 기록 | FIFA 월드컵 본선 기록 | FIFA 월드컵 본선 기록 | FIFA 월드컵 예선 기록                      | FIFA 월드컵 예선 기록                      | FIFA 월드컵 예선 기록                      | FIFA 월드컵 예선 기록                      | FIFA 월드컵 예선 기록                      | FIFA 월드컵 예선 기록                      | FIFA 월드컵 예선 기록                      |
| 년도                  | 결과                  | 순위                  | 경기                  | 승                    | 무*                   | 패                    | 득점                  | 실점                  | 승점                  | 경기                                       | 승                                         | 무*                                        | 패                                         | 득점                                       | 실점                                       | 승점                                       |
| --------------------- | --------------------- | --------------------- | --------------------- | --------------------- | --------------------- | --------------------- | --------------------- | --------------------- | --------------------- | ------------------------------------------ | ------------------------------------------ | ------------------------------------------ | ------------------------------------------ | ------------------------------------------ | ------------------------------------------ | ------------------------------------------ |
| 1930년                | 독립 이전             | 독립 이전             | 독립 이전             | 독립 이전             | 독립 이전             | 독립 이전             | 독립 이전             | 독립 이전             | 독립 이전             | 독립 이전                                  | 독립 이전                                  | 독립 이전                                  | 독립 이전                                  | 독립 이전                                  | 독립 이전                                  | 독립 이전                                  |
| 1934년                | 독립 이전             | 독립 이전             | 독립 이전             | 독립 이전             | 독립 이전             | 독립 이전             | 독립 이전             | 독립 이전             | 독립 이전             | 독립 이전                                  | 독립 이전                                  | 독립 이전                                  | 독립 이전                                  | 독립 이전                                  | 독립 이전                                  | 독립 이전                                  |
| 1938년                | 독립 이전             | 독립 이전             | 독립 이전             | 독립 이전             | 독립 이전             | 독립 이전             | 독립 이전             | 독립 이전             | 독립 이전             | 독립 이전                                  | 독립 이전                                  | 독립 이전                                  | 독립 이전                                  | 독립 이전                                  | 독립 이전                                  | 독립 이전                                  |
| 1950년                | 독립 이전             | 독립 이전             | 독립 이전             | 독립 이전             | 독립 이전             | 독립 이전             | 독립 이전             | 독립 이전             | 독립 이전             | 독립 이전                                  | 독립 이전                                  | 독립 이전                                  | 독립 이전                                  | 독립 이전                                  | 독립 이전                                  | 독립 이전                                  |
| 1954년                | 독립 이전             | 독립 이전             | 독립 이전             | 독립 이전             | 독립 이전             | 독립 이전             | 독립 이전             | 독립 이전             | 독립 이전             | 독립 이전                                  | 독립 이전                                  | 독립 이전                                  | 독립 이전                                  | 독립 이전                                  | 독립 이전                                  | 독립 이전                                  |
| 1958년                | 독립 이전             | 독립 이전             | 독립 이전             | 독립 이전             | 독립 이전             | 독립 이전             | 독립 이전             | 독립 이전             | 독립 이전             | 독립 이전                                  | 독립 이전                                  | 독립 이전                                  | 독립 이전                                  | 독립 이전                                  | 독립 이전                                  | 독립 이전                                  |
| 1962년                | 독립 이전             | 독립 이전             | 독립 이전             | 독립 이전             | 독립 이전             | 독립 이전             | 독립 이전             | 독립 이전             | 독립 이전             | 독립 이전                                  | 독립 이전                                  | 독립 이전                                  | 독립 이전                                  | 독립 이전                                  | 독립 이전                                  | 독립 이전                                  |
| 1966년                | 독립 이전             | 독립 이전             | 독립 이전             | 독립 이전             | 독립 이전             | 독립 이전             | 독립 이전             | 독립 이전             | 독립 이전             | 독립 이전                                  | 독립 이전                                  | 독립 이전                                  | 독립 이전                                  | 독립 이전                                  | 독립 이전                                  | 독립 이전                                  |
| 1970년                | 독립 이전             | 독립 이전             | 독립 이전             | 독립 이전             | 독립 이전             | 독립 이전             | 독립 이전             | 독립 이전             | 독립 이전             | 독립 이전                                  | 독립 이전                                  | 독립 이전                                  | 독립 이전                                  | 독립 이전                                  | 독립 이전                                  | 독립 이전                                  |
| 1974년                | 불참                  | 불참                  | 불참                  | 불참                  | 불참                  | 불참                  | 불참                  | 불참                  | 불참                  | 불참                                       | 불참                                       | 불참                                       | 불참                                       | 불참                                       | 불참                                       | 불참                                       |
| 1978년                | 예선 탈락             | 예선 탈락             | 예선 탈락             | 예선 탈락             | 예선 탈락             | 예선 탈락             | 예선 탈락             | 예선 탈락             | 예선 탈락             | 4                                          | 1                                          | 0                                          | 3                                          | 4                                          | 6                                          | 3                                          |
| 1982년                | 예선 탈락             | 예선 탈락             | 예선 탈락             | 예선 탈락             | 예선 탈락             | 예선 탈락             | 예선 탈락             | 예선 탈락             | 예선 탈락             | 4                                          | 1                                          | 0                                          | 3                                          | 1                                          | 6                                          | 3                                          |
| 1986년                | 예선 탈락             | 예선 탈락             | 예선 탈락             | 예선 탈락             | 예선 탈락             | 예선 탈락             | 예선 탈락             | 예선 탈락             | 예선 탈락             | 4                                          | 1                                          | 2                                          | 1                                          | 8                                          | 6                                          | 5                                          |
| 1990년                | 기권                  | 기권                  | 기권                  | 기권                  | 기권                  | 기권                  | 기권                  | 기권                  | 기권                  | 기권                                       | 기권                                       | 기권                                       | 기권                                       | 기권                                       | 기권                                       | 기권                                       |
| 1994년                | 예선 탈락             | 예선 탈락             | 예선 탈락             | 예선 탈락             | 예선 탈락             | 예선 탈락             | 예선 탈락             | 예선 탈락             | 예선 탈락             | 8                                          | 3                                          | 3                                          | 2                                          | 9                                          | 6                                          | 12                                         |
| 1998년                | 예선 탈락             | 예선 탈락             | 예선 탈락             | 예선 탈락             | 예선 탈락             | 예선 탈락             | 예선 탈락             | 예선 탈락             | 예선 탈락             | 4                                          | 1                                          | 0                                          | 3                                          | 3                                          | 9                                          | 3                                          |
| 2002년                | 예선 탈락             | 예선 탈락             | 예선 탈락             | 예선 탈락             | 예선 탈락             | 예선 탈락             | 예선 탈락             | 예선 탈락             | 예선 탈락             | 14                                         | 7                                          | 4                                          | 3                                          | 17                                         | 13                                         | 25                                         |
| 2006년                | 예선 탈락             | 예선 탈락             | 예선 탈락             | 예선 탈락             | 예선 탈락             | 예선 탈락             | 예선 탈락             | 예선 탈락             | 예선 탈락             | 16                                         | 5                                          | 6                                          | 5                                          | 21                                         | 14                                         | 21                                         |
| 2010년                | 예선 탈락             | 예선 탈락             | 예선 탈락             | 예선 탈락             | 예선 탈락             | 예선 탈락             | 예선 탈락             | 예선 탈락             | 예선 탈락             | 20                                         | 7                                          | 7                                          | 6                                          | 19                                         | 17                                         | 28                                         |
| 2014년                | 예선 탈락             | 예선 탈락             | 예선 탈락             | 예선 탈락             | 예선 탈락             | 예선 탈락             | 예선 탈락             | 예선 탈락             | 예선 탈락             | 6                                          | 2                                          | 3                                          | 1                                          | 13                                         | 7                                          | 9                                          |
| 2018년                | 예선 탈락             | 예선 탈락             | 예선 탈락             | 예선 탈락             | 예선 탈락             | 예선 탈락             | 예선 탈락             | 예선 탈락             | 예선 탈락             | 8                                          | 3                                          | 0                                          | 5                                          | 10                                         | 10                                         | 9                                          |
| 2022년                | 예선 탈락             | 예선 탈락             | 예선 탈락             | 예선 탈락             | 예선 탈락             | 예선 탈락             | 예선 탈락             | 예선 탈락             | 예선 탈락             | 8                                          | 4                                          | 3                                          | 1                                          | 15                                         | 4                                          | 15                                         |
| 2026년                | 미정                  | 미정                  | 미정                  | 미정                  | 미정                  | 미정                  | 미정                  | 미정                  | 미정                  | 진행중                                     | 진행중                                     | 진행중                                     | 진행중                                     | 진행중                                     | 진행중                                     | 진행중                                     |
| 2030년                | 미정                  | 미정                  | 미정                  | 미정                  | 미정                  | 미정                  | 미정                  | 미정                  | 미정                  | 미정                                       | 미정                                       | 미정                                       | 미정                                       | 미정                                       | 미정                                       | 미정                                       |
| 2034년                | 미정                  | 미정                  | 미정                  | 미정                  | 미정                  | 미정                  | 미정                  | 미정                  | 미정                  | 미정                                       | 미정                                       | 미정                                       | 미정                                       | 미정                                       | 미정                                       | 미정                                       |
| 합계                  |                       |                       |                       |                       |                       |                       |                       |                       |                       | 96                                         | 35                                         | 28                                         | 33                                         | 120                                        | 98                                         | 133                                        |
| 순위                  |                       |                       |                       |                       |                       |                       |                       |                       |                       | 월드컵 예선 승점 순위 : 74위 (아시아 14위) | 월드컵 예선 승점 순위 : 74위 (아시아 14위) | 월드컵 예선 승점 순위 : 74위 (아시아 14위) | 월드컵 예선 승점 순위 : 74위 (아시아 14위) | 월드컵 예선 승점 순위 : 74위 (아시아 14위) | 월드컵 예선 승점 순위 : 74위 (아시아 14위) | 월드컵 예선 승점 순위 : 74위 (아시아 14위) |

## AFC 아시안컵
| AFC 아시안컵 본선 기록 | AFC 아시안컵 본선 기록        | AFC 아시안컵 본선 기록        | AFC 아시안컵 본선 기록        | AFC 아시안컵 본선 기록        | AFC 아시안컵 본선 기록        | AFC 아시안컵 본선 기록        | AFC 아시안컵 본선 기록        | AFC 아시안컵 본선 기록        | AFC 아시안컵 본선 기록        | AFC 아시안컵 예선 기록 | AFC 아시안컵 예선 기록 | AFC 아시안컵 예선 기록 | AFC 아시안컵 예선 기록 | AFC 아시안컵 예선 기록 | AFC 아시안컵 예선 기록 | AFC 아시안컵 예선 기록 |
| 년도                   | 결과                          | 순위                          | 경기                          | 승                            | 무*                           | 패                            | 득점                          | 실점                          | 승점                          | 경기                   | 승                     | 무*                    | 패                     | 득점                   | 실점                   | 승점                   |
| ---------------------- | ----------------------------- | ----------------------------- | ----------------------------- | ----------------------------- | ----------------------------- | ----------------------------- | ----------------------------- | ----------------------------- | ----------------------------- | ---------------------- | ---------------------- | ---------------------- | ---------------------- | ---------------------- | ---------------------- | ---------------------- |
| 1956년                 | 독립 이전                     | 독립 이전                     | 독립 이전                     | 독립 이전                     | 독립 이전                     | 독립 이전                     | 독립 이전                     | 독립 이전                     | 독립 이전                     | 독립 이전              | 독립 이전              | 독립 이전              | 독립 이전              | 독립 이전              | 독립 이전              | 독립 이전              |
| 1960년                 | 독립 이전                     | 독립 이전                     | 독립 이전                     | 독립 이전                     | 독립 이전                     | 독립 이전                     | 독립 이전                     | 독립 이전                     | 독립 이전                     | 독립 이전              | 독립 이전              | 독립 이전              | 독립 이전              | 독립 이전              | 독립 이전              | 독립 이전              |
| 1964년                 | 독립 이전                     | 독립 이전                     | 독립 이전                     | 독립 이전                     | 독립 이전                     | 독립 이전                     | 독립 이전                     | 독립 이전                     | 독립 이전                     | 독립 이전              | 독립 이전              | 독립 이전              | 독립 이전              | 독립 이전              | 독립 이전              | 독립 이전              |
| 1968년                 | 독립 이전                     | 독립 이전                     | 독립 이전                     | 독립 이전                     | 독립 이전                     | 독립 이전                     | 독립 이전                     | 독립 이전                     | 독립 이전                     | 독립 이전              | 독립 이전              | 독립 이전              | 독립 이전              | 독립 이전              | 독립 이전              | 독립 이전              |
| 1972년                 | 예선 탈락                     | 예선 탈락                     | 예선 탈락                     | 예선 탈락                     | 예선 탈락                     | 예선 탈락                     | 예선 탈락                     | 예선 탈락                     | 예선 탈락                     | 4                      | 2                      | 0                      | 2                      | 8                      | 4                      | 6                      |
| 1976년                 | 기권                          | 기권                          | 기권                          | 기권                          | 기권                          | 기권                          | 기권                          | 기권                          | 기권                          | 기권                   | 기권                   | 기권                   | 기권                   | 기권                   | 기권                   | 기권                   |
| 1980년                 | 예선 도중 기권                | 예선 도중 기권                | 예선 도중 기권                | 예선 도중 기권                | 예선 도중 기권                | 예선 도중 기권                | 예선 도중 기권                | 예선 도중 기권                | 예선 도중 기권                | 3                      | 0                      | 0                      | 3                      | 0                      | 5                      | 0                      |
| 1984년                 | 기권                          | 기권                          | 기권                          | 기권                          | 기권                          | 기권                          | 기권                          | 기권                          | 기권                          | 기권                   | 기권                   | 기권                   | 기권                   | 기권                   | 기권                   | 기권                   |
| 1988년                 | 조별리그                      | 9위                           | 4                             | 0                             | 2                             | 2                             | 1                             | 3                             | 2                             | 3                      | 2                      | 1                      | 0                      | 4                      | 0                      | 7                      |
| 1992년                 | 예선 탈락                     | 예선 탈락                     | 예선 탈락                     | 예선 탈락                     | 예선 탈락                     | 예선 탈락                     | 예선 탈락                     | 예선 탈락                     | 예선 탈락                     | 2                      | 0                      | 0                      | 2                      | 1                      | 5                      | 0                      |
| 1996년                 | 기권                          | 기권                          | 기권                          | 기권                          | 기권                          | 기권                          | 기권                          | 기권                          | 기권                          | 기권                   | 기권                   | 기권                   | 기권                   | 기권                   | 기권                   | 기권                   |
| 2000년                 | 예선 탈락                     | 예선 탈락                     | 예선 탈락                     | 예선 탈락                     | 예선 탈락                     | 예선 탈락                     | 예선 탈락                     | 예선 탈락                     | 예선 탈락                     | 6                      | 3                      | 0                      | 3                      | 6                      | 6                      | 9                      |
| 2004년                 | 준결승                        | 4위                           | 6                             | 1                             | 3                             | 2                             | 13                            | 14                            | 6                             | 6                      | 4                      | 1                      | 1                      | 14                     | 9                      | 13                     |
| 2007년                 | 조별리그                      | 13위                          | 3                             | 1                             | 0                             | 2                             | 3                             | 7                             | 3                             | 4                      | 1                      | 1                      | 2                      | 3                      | 6                      | 4                      |
| 2011년                 | 조별리그                      | 10위                          | 3                             | 1                             | 0                             | 2                             | 6                             | 5                             | 3                             | 6                      | 4                      | 0                      | 2                      | 12                     | 6                      | 12                     |
| 2015년                 | 조별리그                      | 11위                          | 3                             | 1                             | 0                             | 2                             | 3                             | 5                             | 3                             | 6                      | 4                      | 2                      | 0                      | 7                      | 1                      | 14                     |
| 2019년                 | 16강                          | 13위                          | 4                             | 1                             | 1                             | 2                             | 3                             | 4                             | 4                             | 14                     | 6                      | 1                      | 7                      | 25                     | 13                     | 22                     |
| 2023년                 | 16강                          | 11위                          | 4                             | 2                             | 0                             | 2                             | 4                             | 6                             | 6                             | 11                     | 7                      | 3                      | 1                      | 20                     | 5                      | 24                     |
| 2027년                 | 본선 진출                     | 본선 진출                     | 본선 진출                     | 본선 진출                     | 본선 진출                     | 본선 진출                     | 본선 진출                     | 본선 진출                     | 본선 진출                     | 5                      | 3                      | 1                      | 1                      | 10                     | 2                      | 10                     |
| 합계                   | 8회 진출(8/15)                | 준결승(1회)                   | 27                            | 7                             | 6                             | 14                            | 33                            | 44                            | 27                            | 59                     | 30                     | 7                      | 22                     | 90                     | 57                     | 97                     |
| 순위                   | AFC 아시안컵 역대 순위 : 14위 | AFC 아시안컵 역대 순위 : 14위 | AFC 아시안컵 역대 순위 : 14위 | AFC 아시안컵 역대 순위 : 14위 | AFC 아시안컵 역대 순위 : 14위 | AFC 아시안컵 역대 순위 : 14위 | AFC 아시안컵 역대 순위 : 14위 | AFC 아시안컵 역대 순위 : 14위 | AFC 아시안컵 역대 순위 : 14위 |                        |                        |                        |                        |                        |                        |                        |

## 아시안 게임
| 아시안 게임 기록 | 아시안 게임 기록 | 아시안 게임 기록 | 아시안 게임 기록 | 아시안 게임 기록 | 아시안 게임 기록 | 아시안 게임 기록 | 아시안 게임 기록 | 아시안 게임 기록 | 아시안 게임 기록 |
| 년도             | 결과             | 순위             | 경기             | 승               | 무*              | 패               | 득점             | 실점             | 승점             |
| ---------------- | ---------------- | ---------------- | ---------------- | ---------------- | ---------------- | ---------------- | ---------------- | ---------------- | ---------------- |
| 1951년           | 독립 이전        | 독립 이전        | 독립 이전        | 독립 이전        | 독립 이전        | 독립 이전        | 독립 이전        | 독립 이전        | 독립 이전        |
| 1954년           | 독립 이전        | 독립 이전        | 독립 이전        | 독립 이전        | 독립 이전        | 독립 이전        | 독립 이전        | 독립 이전        | 독립 이전        |
| 1958년           | 독립 이전        | 독립 이전        | 독립 이전        | 독립 이전        | 독립 이전        | 독립 이전        | 독립 이전        | 독립 이전        | 독립 이전        |
| 1962년           | 독립 이전        | 독립 이전        | 독립 이전        | 독립 이전        | 독립 이전        | 독립 이전        | 독립 이전        | 독립 이전        | 독립 이전        |
| 1966년           | 독립 이전        | 독립 이전        | 독립 이전        | 독립 이전        | 독립 이전        | 독립 이전        | 독립 이전        | 독립 이전        | 독립 이전        |
| 1970년           | 독립 이전        | 독립 이전        | 독립 이전        | 독립 이전        | 독립 이전        | 독립 이전        | 독립 이전        | 독립 이전        | 독립 이전        |
| 1974년           | 조별리그         | 14위             | 3                | 0                | 0                | 3                | 1                | 15               | 0                |
| 1978년           | 조별리그         | 14위             | 3                | 0                | 0                | 3                | 1                | 12               | 0                |
| 1982년           | 불참             | 불참             | 불참             | 불참             | 불참             | 불참             | 불참             | 불참             | 불참             |
| 1986년           | 조별리그         | 12위             | 3                | 1                | 1                | 1                | 4                | 5                | 4                |
| 1990년           | 불참             | 불참             | 불참             | 불참             | 불참             | 불참             | 불참             | 불참             | 불참             |
| 1994년           | 조별리그         | 10위             | 4                | 1                | 2                | 1                | 6                | 5                | 5                |
| 1998년           | 불참             | 불참             | 불참             | 불참             | 불참             | 불참             | 불참             | 불참             | 불참             |
| 합계             | 7회 출전(7/11)   | 8강(1회)         | 23               | 6                | 4                | 13               | 31               | 51               | 22               |

## UAFA걸프컵
| 걸프컵 기록 | 걸프컵 기록      | 걸프컵 기록    | 걸프컵 기록    | 걸프컵 기록    | 걸프컵 기록    | 걸프컵 기록    | 걸프컵 기록    | 걸프컵 기록    | 걸프컵 기록    |
| 년도        | 결과             | 순위           | 경기           | 승             | 무*            | 패             | 득점           | 실점           | 승점           |
| ----------- | ---------------- | -------------- | -------------- | -------------- | -------------- | -------------- | -------------- | -------------- | -------------- |
| 1970년      | 결선리그         | 준우승         | 3              | 1              | 1              | 1              | 3              | 4              | 4              |
| 1972년      |                  | 대회 도중 실격 | 대회 도중 실격 | 대회 도중 실격 | 대회 도중 실격 | 대회 도중 실격 | 대회 도중 실격 | 대회 도중 실격 | 대회 도중 실격 |
| 1974년      | 예선탈락         | 5위            | 2              | 0              | 0              | 2              | 1              | 8              | 0              |
| 1976년      | 결선리그         | 4위            | 6              | 3              | 0              | 3              | 9              | 15             | 9              |
| 1979년      | 결선리그         | 4위            | 6              | 2              | 2              | 2              | 8              | 9              | 8              |
| 1982년      | 결선리그         | 준우승         | 5              | 3              | 1              | 1              | 10             | 7              | 10             |
| 1984년      | 결선리그         | 5위            | 6              | 1              | 2              | 3              | 3              | 6              | 5              |
| 1986년      | 결선리그         | 4위            | 6              | 1              | 4              | 1              | 4              | 5              | 7              |
| 1988년      | 결선리그         | 4위            | 6              | 3              | 0              | 3              | 4              | 4              | 9              |
| 1990년      | 결선리그         | 3위            | 5              | 1              | 2              | 2              | 1              | 2              | 5              |
| 1992년      | 결선리그         | 준우승         | 5              | 3              | 0              | 2              | 6              | 4              | 9              |
| 1994년      | 결선리그         | 3위            | 5              | 1              | 3              | 1              | 5              | 6              | 6              |
| 1996년      | 결선리그         | 5위            | 5              | 0              | 2              | 3              | 4              | 8              | 2              |
| 1998년      | 결선리그         | 5위            | 5              | 0              | 3              | 2              | 3              | 6              | 3              |
| 2002년      | 결선리그         | 4위            | 5              | 1              | 2              | 2              | 4              | 6              | 5              |
| 2003년      | 결선리그         | 준우승         | 6              | 4              | 1              | 1              | 13             | 3              | 13             |
| 2004년      | 준결승           | 3위            | 5              | 2              | 2              | 1              | 10             | 6              | 8              |
| 2007년      | 준결승           | 4위            | 4              | 1              | 1              | 2              | 4              | 5              | 4              |
| 2009년      | 예선탈락         | 6위            | 3              | 1              | 0              | 2              | 3              | 4              | 3              |
| 2010년      | 예선탈락         | 7위            | 3              | 0              | 1              | 2              | 4              | 7              | 1              |
| 2013년      | 준결승           | 4위            | 5              | 1              | 2              | 2              | 4              | 9              | 5              |
| 2014년      | 예선탈락         | 7위            | 3              | 0              | 2              | 1              | 0              | 3              | 2              |
| 합계        | 21회 출전(21/22) | 준우승(4회)    | 99             | 29             | 31             | 39             | 103            | 127            | 118            |

## WAFF서아시아 축구 선수권 대회
| 서아시안컵 기록 | 서아시안컵 기록 | 서아시안컵 기록 | 서아시안컵 기록 | 서아시안컵 기록 | 서아시안컵 기록 | 서아시안컵 기록 | 서아시안컵 기록 | 서아시안컵 기록 | 서아시안컵 기록 |
| 년도            | 결과            | 순위            | 경기            | 승              | 무*             | 패              | 득점            | 실점            | 승점            |
| --------------- | --------------- | --------------- | --------------- | --------------- | --------------- | --------------- | --------------- | --------------- | --------------- |
| 2000년          | 불참            | 불참            | 불참            | 불참            | 불참            | 불참            | 불참            | 불참            | 불참            |
| 2002년          | 불참            | 불참            | 불참            | 불참            | 불참            | 불참            | 불참            | 불참            | 불참            |
| 2004년          | 불참            | 불참            | 불참            | 불참            | 불참            | 불참            | 불참            | 불참            | 불참            |
| 2007년          | 불참            | 불참            | 불참            | 불참            | 불참            | 불참            | 불참            | 불참            | 불참            |
| 2008년          | 기권            | 기권            | 기권            | 기권            | 기권            | 기권            | 기권            | 기권            | 기권            |
| 2010년          | 조별리그        | 5위             | 2               | 1               | 0               | 1               | 2               | 3               | 3               |
| 2012년          | 준결승          | 4위             | 5               | 2               | 2               | 1               | 3               | 2               | 8               |
| 2014년          | 준결승          | 3위             | 4               | 0               | 3               | 1               | 0               | 1               | 3               |
| 2017년          | 본선 진출       | 본선 진출       | 본선 진출       | 본선 진출       | 본선 진출       | 본선 진출       | 본선 진출       | 본선 진출       | 본선 진출       |
| 합계            | 4회 출전(4/9)   | 준결승(2회)     | 11              | 3               | 5               | 3               | 5               | 6               | 14              |

## FIFA 아랍컵
| FIFA 아랍컵 기록 | FIFA 아랍컵 기록 | FIFA 아랍컵 기록 | FIFA 아랍컵 기록 | FIFA 아랍컵 기록 | FIFA 아랍컵 기록 | FIFA 아랍컵 기록 | FIFA 아랍컵 기록 | FIFA 아랍컵 기록 | FIFA 아랍컵 기록 |
| 년도             | 결과             | 순위             | 경기             | 승               | 무*              | 패               | 득점             | 실점             | 승점             |
| ---------------- | ---------------- | ---------------- | ---------------- | ---------------- | ---------------- | ---------------- | ---------------- | ---------------- | ---------------- |
| 1963년           | 독립 이전        | 독립 이전        | 독립 이전        | 독립 이전        | 독립 이전        | 독립 이전        | 독립 이전        | 독립 이전        | 독립 이전        |
| 1964년           | 독립 이전        | 독립 이전        | 독립 이전        | 독립 이전        | 독립 이전        | 독립 이전        | 독립 이전        | 독립 이전        | 독립 이전        |
| 1966년           | 조별리그         | 8위              | 4                | 0                | 1                | 3                | 7                | 22               | 1                |
| 1985년           | 준우승           | 2위              | 4                | 1                | 2                | 1                | 4                | 3                | 5                |
| 1988년           | 조별리그         | 9위              | 4                | 0                | 3                | 1                | 2                | 3                | 3                |
| 1992년           | 불참             | 불참             | 불참             | 불참             | 불참             | 불참             | 불참             | 불참             | 불참             |
| 1998년           | 기권             | 기권             | 기권             | 기권             | 기권             | 기권             | 기권             | 기권             | 기권             |
| 2002년           | 준우승           | 2위              | 6                | 3                | 1                | 2                | 8                | 5                | 10               |
| 2012년           | 조별리그         | 11위             | 3                | 0                | 0                | 3                | 1                | 8                | 0                |
| 합계             | 5회 출전(5/9)    | 준우승(2회)      | 21               | 4                | 7                | 10               | 22               | 41               | 19               |

## 판 아랍 게임
| 판 아랍 게임 기록 | 판 아랍 게임 기록 | 판 아랍 게임 기록 | 판 아랍 게임 기록 | 판 아랍 게임 기록 | 판 아랍 게임 기록 | 판 아랍 게임 기록 | 판 아랍 게임 기록 | 판 아랍 게임 기록 | 판 아랍 게임 기록 |
| 년도              | 결과              | 순위              | 경기              | 승                | 무*               | 패                | 득점              | 실점              | 승점              |
| ----------------- | ----------------- | ----------------- | ----------------- | ----------------- | ----------------- | ----------------- | ----------------- | ----------------- | ----------------- |
| 1953년            | 독립 이전         | 독립 이전         | 독립 이전         | 독립 이전         | 독립 이전         | 독립 이전         | 독립 이전         | 독립 이전         | 독립 이전         |
| 1957년            | 독립 이전         | 독립 이전         | 독립 이전         | 독립 이전         | 독립 이전         | 독립 이전         | 독립 이전         | 독립 이전         | 독립 이전         |
| 1961년            | 독립 이전         | 독립 이전         | 독립 이전         | 독립 이전         | 독립 이전         | 독립 이전         | 독립 이전         | 독립 이전         | 독립 이전         |
| 1965년            | 독립 이전         | 독립 이전         | 독립 이전         | 독립 이전         | 독립 이전         | 독립 이전         | 독립 이전         | 독립 이전         | 독립 이전         |
| 1976년            | 불참              | 불참              | 불참              | 불참              | 불참              | 불참              | 불참              | 불참              | 불참              |
| 1985년            | 불참              | 불참              | 불참              | 불참              | 불참              | 불참              | 불참              | 불참              | 불참              |
| 1992년            | 불참              | 불참              | 불참              | 불참              | 불참              | 불참              | 불참              | 불참              | 불참              |
| 1997년            | 불참              | 불참              | 불참              | 불참              | 불참              | 불참              | 불참              | 불참              | 불참              |
| 1999년            | 조별리그          | 11위              | 2                 | 0                 | 0                 | 2                 | 0                 | 6                 | 0                 |
| 2004년            | 축구 종목 제외    | 축구 종목 제외    | 축구 종목 제외    | 축구 종목 제외    | 축구 종목 제외    | 축구 종목 제외    | 축구 종목 제외    | 축구 종목 제외    | 축구 종목 제외    |
| 2007년            | 불참              | 불참              | 불참              | 불참              | 불참              | 불참              | 불참              | 불참              | 불참              |
| 2011년            | 금메달            | 우승              | 4                 | 3                 | 1                 | 0                 | 9                 | 3                 | 10                |
| 합계              | 2회 출전(2/7)     | 금메달(1회)       | 6                 | 3                 | 1                 | 2                 | 9                 | 9                 | 10                |

## 주요 선수
- 사예드 모하메드 자페르
- 왈리드 알하얌
- 사예드 디야 사이드
- 이스마일 압둘라티프
- 사미 알후사이니
- 압둘와하브 알말루드
- 압둘라 알하자이아
- 모하메드 하산
- 모하메드 살민
- 제이시 존 오쿤와네

## 역대 감독
| 감독                | 임기        |
| ------------------- | ----------- |
| 류비샤 브로치치     | 1971 ~ 1975 |
| 요제프 히커스베르거 | 1996        |
| 한스페터 브리겔     | 2006 ~ 2007 |
| 요제프 히커스베르거 | 2010        |
| 가브리엘 칼데론     | 2012 ~ 2013 |
| 세르히오 바티스타   | 2015 ~ 2016 |
| 후안 안토니오 피시  | 2023 ~ 2024 |